# Cashandra Slingerland
Cashandra Slingerland  (* 8. Dezember 1974 in Rustenburg) ist eine ehemalige südafrikanische Radrennfahrerin.
Cashandra Slingerland ist eine Spezialistin für Einzelzeitfahren. Dreimal – 2006, 2009 und 2010 – wurde sie in dieser Disziplin südafrikanische Meisterin. 2008 und 2009 wurde sie afrikanische Meisterin im Einzelzeitfahren, 2009 zudem im Straßenrennen.

## Teams
- 2009 MTN Ladies Team
- 2012 Team Bizhub – FCF